# Bundesstraße 193
Die Bundesstraße 193 (Abkürzung: B 193) gehört mit ca. 19 km Länge zu den kürzesten Bundesstraßen in Deutschland. Sie verläuft von Penzlin nach Neustrelitz.

## Verlauf

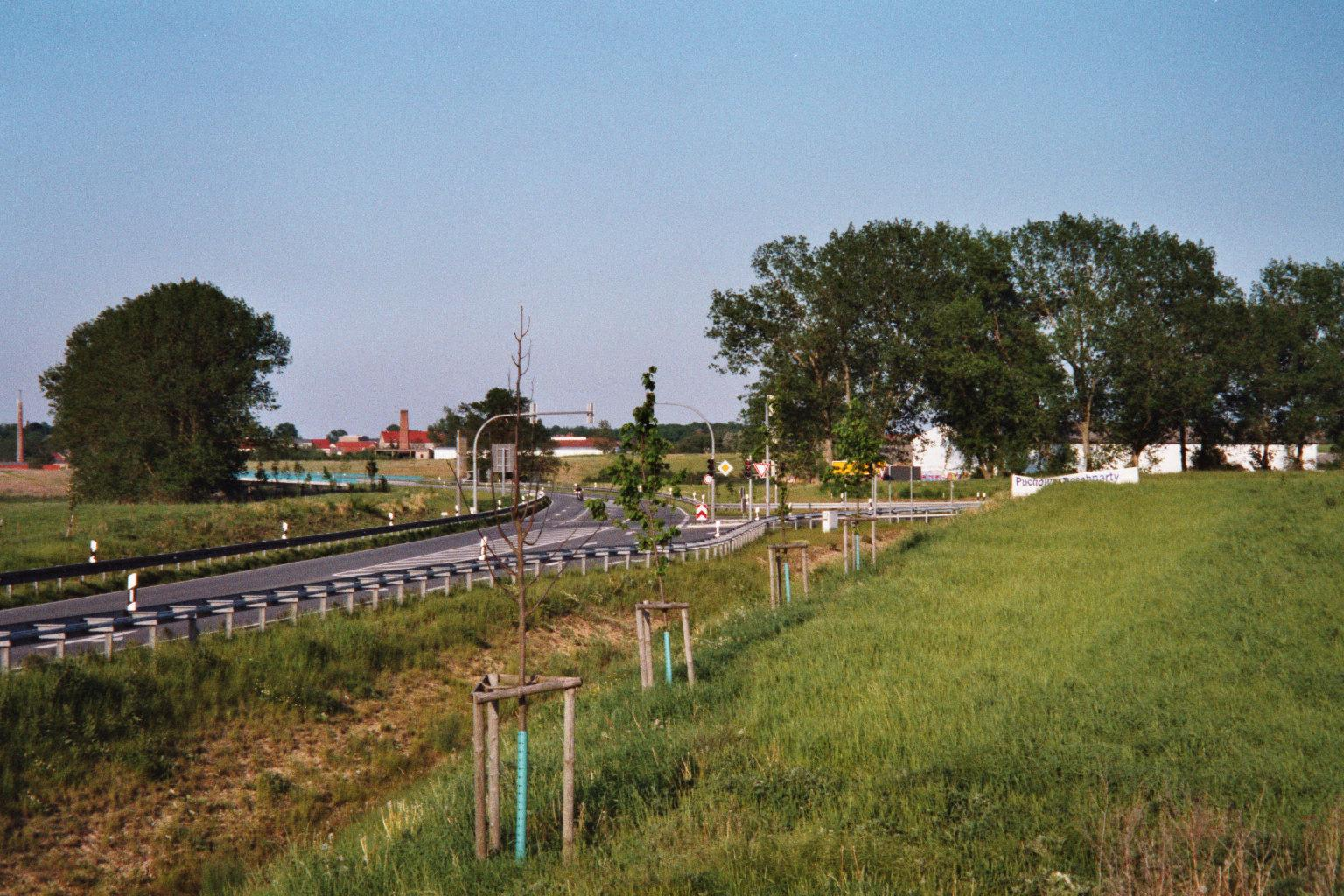
Nördliches Ende der B 193 an der Einmündung zur B 192

Die Bundesstraße 193 liegt komplett im Landkreis Mecklenburgische Seenplatte. Sie zweigt zirka einen Kilometer westlich vom Penzliner Stadtzentrum von der Bundesstraße 192 ab. Auf acht Kilometern Länge bis Brustorf wird die B 193 als Allee von Linden gesäumt. Die Bundesstraße führt am Klein Vielener See vorbei, dessen Nordufer die Grenze zwischen dem Amt Penzliner Land und dem Amt Neustrelitz-Land bildet. Südlich von Brustorf führt die Straße durch einen Wald, dessen Ende die 1886 eröffnete Lloydbahn von Rostock nach Neustrelitz bildet. Südlich der Bahnlinie ist die B 193 die Ostgrenze des Müritz-Nationalparks, der am Stadtrand von Neustrelitz endet. Dort führt die Bundesstraße als Ortsumgehung weiter bis zur Kreuzung mit der Bundesstraße 96, die den östlichen Teil der Neustrelitzer Umgehungsstraße bildet.
Die Bundesstraße 193 wird sowohl vom Schwerlastverkehr als auch von Radfahrern als Nord-Süd-Verbindung genutzt. Zur Verbesserung der Verkehrssicherheit ist seit 2001 ein straßenbegleitender Radweg bis Brustorf unter Nutzung des vorhandenen Waldbrandschutzstreifens in Planung. Im Herbst 2005 wurde ein erstes Teilstück fertiggestellt. Die Strecke führt vom Ortsausgang Neustrelitz bis zur Brücke über die Bahnstrecke Rostock-Berlin.
Das Gelände, das heute zum Müritz-Nationalpark gehört, war bis zur Wende ein Truppenübungsplatz der Sowjetarmee. Das Teilstück, das heute die nordöstliche Umgehung von Neustrelitz bildet, verläuft auf dem ehemaligen Kasernengelände der Armee.

## Geschichte
1858 entstand die Chaussee von Neustrelitz nach Penzlin.
Die gut ausgebaute Landstraße zwischen Neustrelitz und Penzlin wurde um 1937 zur Reichsstraße 193 erhoben.

## Tourismus
Die Strecke ist landschaftlich sehr reizvoll und abwechslungsreich. Während der nördliche Teil durch teils bewaldete Endmoränenhügel verläuft, ist der südliche Teil eher von einer Heidelandschaft geprägt. Nähert man sich der Stadt Penzlin aus Süden kommend auf der B 193, so bietet sich über Felder und Wiesen ein schöner Blick auf die Stadt (mit ihrer alles überragenden Marienkirche) und den Großen Penzliner Stadtsee.
Touristisch interessante Ausflugsziele im Verlauf der Bundesstraße sind die Orte Penzlin (mit der Alten Burg), Hohenzieritz, Neustrelitz und der Müritz-Nationalpark. Zum Heinrich-Schliemann-Museum in Ankershagen ist es ebenfalls nicht weit. Für abenteuerliche Wanderungen bieten sich die langgedehnten Wehranlagen der Eisernen Pforte, der ehemaligen Völkerscheide vor dem Eingang in das altberühmte Land der Retharier am Südende des Penzliner Stadtsees an, am Wedensee beginnend und in Prillwitz endend.

## Nebenstraßen
- Kurz hinter dem Ortsausgangsschild von Penzlin geht die Kreisstraße MSE 30 nach Westen ab über Groß Vielen, Ankershagen, und mündet bei Schwastorf in die B 192.
- In Peckatel zweigt von der B 193 die L 34 ab, die über Hohenzieritz Richtung Südosten nach Blumenholz und zur B 96 führt.
- Südlich von Brustorf zweigt die Kreisstraße MSE 26 nach Westen Richtung Kratzeburg ab.
- Nach der Fertigstellung der Umgehungsstraße (Bundesstraße 192) von Penzlin, wurde der nördliche Endpunkt der B 193 etwas weiter nach Westen verschoben und somit die Strecke etwa um einen Kilometer länger. Der südliche Endpunkt ist infolge des Baus der Neustrelitzer Umgehung weiter nach Südosten verschoben und die Strecke dadurch um etwa zwei Kilometer länger geworden.